# Садржај за преузимање
Садржај за преузимање (енг. Downloadable content — DLC; транск. ди-ел-си) представља додатни садржај креиран за већ издату видео-игру, коју је издавач те игре дистрибуирао путем интернета. Најчешће се овакав садржај додатно плаћа.